# Coast to Coast Fever
Coast to Coast Fever es el tercer álbum de estudio del cantautor canadiense David Wiffen. Fue publicado en noviembre de 1973 a través de United Artists Records. Wiffen es asistido por su compañero folk canadiense Bruce Cockburn, quien toca la guitarra, el bajo y la celesta, y también coprodujo el álbum. Coast to Coast Fever se grabó en gran parte en los estudios Eastern Sound, en Toronto, Ontario, y las grabaciones adicionales y mezclas se llevaron a cabo en los estudios Thunder Sound de Toronto.
Tras su lanzamiento, Coast to Coast Fever recibió críticas positivas de los críticos musicales y alcanzó el puesto número 82 en la lista Top Albums de RPM. Fue fuertemente promocionado por United Artists y recibió una importante reproducción en la radio. Se lanzó la canción que da nombre al álbum como sencillo principal y se posicionó entre los 60 primeros en Canadá. El álbum le valió una nominación al premio Juno en la categoría Mejor Álbum de Folk, pero perdió ante Old Dan's Records de Gordon Lightfoot.

## Recepción de la crítica
Un escritor no especificado de la revista Record World declaró: “Aclamado como el mejor álbum de Canadá este año, el último de David Wiffen debería establecerlo como una estrella discográfica y como un escritor importante. [...] Bruce Cockburn produjo con gusto y moderación”. Un escritor no especificado de la revista RPM comentó: “Las [canciones] originales de Wiffen aparecen predominantemente en este sólido conjunto producido por Bruce Cockburn, quien también ofrece sus habilidades de escritura en una de las melodías y su trabajo de guitarra en todo momento. El material puede caber fácilmente en la mayoría de los formatos y el álbum en su conjunto es más suave. La fuerza de la escritura y la voz única de Wiffen hacen de este uno de los mejores álbumes del año”.

## Galardones
| Año  | Premio       | Categoría           | Resultado | Ref.  |
| ---- | ------------ | ------------------- | --------- | ----- |
| 1974 | Premios Juno | Mejor Álbum de Folk | Nominado  | [ 3 ] |

## Lista de canciones
Todas las canciones escritas y compuestas por David Wiffen, excepto donde esta anotado. 
| Lado uno |                                   |          |  |
| N.º      | Título                            | Duración |  |
| 1.       | «Skybound Station»                | 3:56     |  |
| 2.       | «Coast to Coast Fever»            | 4:01     |  |
| 3.       | «White Lines» (Willie P. Bennett) | 4:00     |  |
| 4.       | «Smoke Rings»                     | 3:57     |  |
| 5.       | «Climb the Stairs»                | 4:07     |  |

| Lado dos |                                                |          |  |
| N.º      | Título                                         | Duración |  |
| 1.       | «You Need a New Lover Now» (Murray McLauchlan) | 4:06     |  |
| 2.       | «We Have Had Some Good Times»                  | 3:20     |  |
| 3.       | «Lucifer's Blues»                              | 5:45     |  |
| 4.       | «Up on the Hillside» (Bruce Cockburn)          | 2:51     |  |
| 5.       | «Full Circle»                                  | 3:18     |  |

## Créditos y personal
Créditos adaptados desde las notas de álbum de Coast to Coast Fever.
| Lado uno 1. «Skybound Station» - David Wiffen – guitarra, voces - Bruce Cockburn – guitarra, voces - Dennis Pendrith – bajo eléctrico - Bill Usher – congas 2. «Coast to Coast Fever» - David Wiffen – voces - Bruce Cockburn – guitarras - Dennis Pendrith – bajo eléctrico - Par Godfrey – piano - John Savage – batería 3. «White Lines» - David Wiffen – guitarra, voces - Bruce Cockburn – guitarra - Skipper Beckwith – bajo eléctrico - Pat Ricio – piano - Andy Cree – batería - Brian Ahearn – arreglos de cuerda 4. «Smoke Rings» - David Wiffen – guitarra, voces - Bruce Cockburn – guitarra eléctrica - Dennis Pendrith – bajo eléctrico - Bill Usher – percusión 5. «Climb the Stairs» - David Wiffen – guitarra, voces - Bruce Cockburn – guitarra | Lado dos 1. «You Need a New Lover Now» - David Wiffen – voces - Pat Godfrey – piano - Bruce Cockburn – bajo eléctrico 2. «We Have Had Some Good Times» - David Wiffen – guitarra, voces, pandereta - Bruce Cockburn – guitarra acústica y eléctrica - Dennis Pendrith – bajo eléctrico 3. «Lucifer's Blues» - David Wiffen – guitarra, voces - Bruce Cockburn – guitarra eléctrica - Dennis Pendrith – bajo eléctrico - Bill Usher – congas - Bruce Pennycook – saxofón tenor y soprano 4. «Up on the Hillside» - David Wiffen – voces - Bruce Cockburn – guitarra - Dennis Pendrith – bajo eléctrico - Pat Godfrey – piano - John Savage – piano 5. «Full Circle» - David Wiffen – piano, voces - Bruce Cockburn – celesta |

Personal técnico
- Bruce Cockburn – productor (todas menos 3), mezclas (1, 2, 4–6, 7, 8)
- Brian Ahern – productor (3)
- Chris Skene – ingeniero de audio (1–5, 7, 8, 10), mezclas (9)
- Duane Scott – ingeniero de audio (3)
- Bill Seddon – mezclas (1, 2, 4–8, 10), ingeniero de audio (6, 9)
- Lloyd Ziff – diseño de portada
- Mike Salisbury – fotografía, director artístico

## Posicionamiento
| Gráfica (1974)          | Pico de posición |
| ----------------------- | ---------------- |
| Canadá (RPM Top Albums) | 82               |